# Kolejwizja
Kolejwizja – druga polska telewizja internetowa, która raz w tygodniu emituje reportaż o tematyce kolejowej. Powstaje w kooperacji z niemiecką firmą Interlok Bahnconsulting z siedzibą w Berlinie, polską Interlok sp. z o.o. z siedzibą w Pile oraz Polską Federacją Kolei Muzealnych, Turystycznych i Lokalnych. Telewizja powstała w 2010, jako kontynuacja kanału serwisu YouTube pod nazwą parowoz07.
Bieżący program oraz odcinki archiwalne dostępne są w YouTube. Program jest emitowany w pilskiej stacji telewizyjnej TV Asta oraz w sieci kablowej INEA. Według oficjalnych danych tychże stacji, ich program dociera do około 100 000 gospodarstw domowych w Wielkopolsce. Na osobnym kanale YouTube wybrane programy są przekładane na język niemiecki oraz angielski.
Program „Kolejwizja” prowadzi operator, dziennikarz i prezenter Tomasz Dassuj, związany z TVP Poznań. Autorem większości filmów jest dziennikarz i założyciel zakładu napraw parowozów Interlok – Hermann Schmidtendorf. Od 1 kwietnia 2013 program od czasu do czasu prowadzi również Dagmara Kowalska, wcześniej współpracująca z Kolej TV.
Kolejwizja, w przeciwieństwie do Kolej TV, nie posiada do dyspozycji zewnętrznych funduszy i wydawana jest na zasadach niekomercyjnych non-profit. Zespół składa się głównie z wolontariuszy, a twórcy nie pobierają honorariów autorskich.
Kolejwizja posiada swój hymn wykonywany przez Stanisława Soykę.
Wywiadów dla „Kolejwizji” udzielili m.in. Jadwiga Staniszkis, Stanisław Sojka, Andrzej Massel, Janusz Piechociński i prezes niemieckiej kolei DB Rüdiger Grube.